# Sometimes
Sometimes (Někdy) je druhá píseň americké zpěvačky Britney Spears, kterou vydala ze svého debutového alba …Baby One More Time.

## Informace o písni
Píseň vyšla během druhé čtvrtiny roku 1999. Napsal a produkoval ji Jorgen Elofsson, který za tuto píseň obdržel BMI cenu v roce 2000 v kategorii Nejlepší komponovaná píseň roku.
Píseň je klasická o balada o lásce a jejích symptomech aneb jak Britney v písni zpívá: „sometimes I run, sometimes I hide, sometimes I'm scared of you." (Někdy běžím, někdy se skrývám, někdy se tě bojím)
Na jaře roku 2005 byla Britney a její tým zažalováni za opisování. Rodilý indián Steve Wallace vysoudil 150.000$ díky prohlášení, že píseň ve skutečnosti napsal on.

## Videoklip
Stejně jako předchozí písně …Baby One More Time i Sometimes režíroval Nigel Dick. Tentokrát si jako lokalitu vybral Zátoku lásky v Malibu.
Tento videoklip je jednou z prvních vlaštovek, která nastavoval obraz panenské Britney Spears, což se stalo později i její image.
Videoklip byl dobře načasován vzhledem k datu vydání, šlo o takzvaný slunečný videoklip. Děj v něm je jednoduchý zamilovaná Britney sleduje v dáli kluka, kterého miluje. On je na pláži a hraje si se psem. Pak jsou zde záběry Spears na pikniku v refrénech Britney společně se skupinou tanečníků oděných v bílém tančí na molu.

## Hitparádové úspěchy
Kvůli tomu, že píseň vyšla pouze v rádiích byla zpočátku v hitparádách v nevýhodě. Bylo zvykem, že pokud se song začne hrát v rádiích, vydá se i CD, které napomáhá ke komerční úspěšnosti.
Navzdory tomuto handicapu se postupem času v žebříčcích propracovala na dobrá místa. V USA v hitparádě Billboard Hot 100 skončila nejlépe na jednadvacátém místě.
Žně zažila píseň Sometimes v Austrálii a v některých evropských státech. Sometimes se stala obrovských hitem ve Velké Británii, kde se této písně nakonec prodalo více než 414,000 kopií.

## Umístění ve světě
| Hitparáda (1999) | Umístění |
| ---------------- | -------- |
| Belgie           | 1        |
| Nizozemsko       | 1        |
| Nový Zéland      | 1        |
| Austrálie        | 2        |
| Velká Británie   | 3        |
| Finsko           | 4        |
| Švédsko          | 4        |
| Svět             | 5        |
| Rakousko         | 6        |
| Švýcarsko        | 7        |
| Francie          | 13       |
| Norsko           | 13       |
| USA              | 21       |

## Prodejnost
| Hitparáda      | Prodejnost |
| -------------- | ---------- |
| Austrálie      | 70,000     |
| Francie        | 125,000    |
| Nizozemsko     | 40,000     |
| Nový Zéland    | 5,000      |
| Velká Británie | 414,000    |
| Celkem         | 654,000    |